# Río Linde
El río Linde (del ruso: Линде) es un largo río ruso localizado en la Siberia asiática, un afluente por la izquierda del río Lena en su curso bajo. Tiene una longitud de 804 km.
Administrativamente, el río Muna discurre por la república de Saja de la Federación de Rusia.

## Geografía
Se origina en el extremo norte-oriental de la meseta de Siberia central, y discurre en dirección sudeste en la vasta llanura central de Yacutia, en un terreno mal drenado y cubierto por el permafrost. Sus principales afluentes son el río Sebirdjach (o Sebirdëch, 148 km), Serki (209 km) y Delingde (o Delingdė, 201 km). 
El río está helado desde la segunda quincena de octubre a finales de mayo. En su curso, no hay ningún centro urbano de importancia. Desagua aguas abajo del río Vilyuy.